# Sismo de Samoa de 2009
O sismo de Samoa de 2009 foi um sismo de magnitude 8,3 que afetou as Ilhas Samoa às 6h 48min 11s, hora local, de 29 de setembro de 2009 (17:48:11 UTC).
O tremor gerou três tsunamis separados, dos quais o maior se elevou 1,6 m acima do nível do mar e foi registado com uma altura de 76 mm no ponto do epicentro. O epicentro fica próximo da Zona de subducção de Kermadec-Tonga no chamado «anel de fogo do Pacífico», onde as placas tectónicas se unem e é comum a atividade vulcânica e sísmica.

## Territórios atingidos

### Samoa Americana
Pago Pago, capital da Samoa Americana, foi arrasada por quatro ondas de tsunami entre 4,6 e 6,1 m de altura. Estas ondas avançaram até 90 m para o interior, antes de retrocederem. O Presidente dos Estados Unidos, Barack Obama, declarou a Samoa Americana como zona de desastre.

### Samoa
Em Samoa, a capital Apia foi evacuada totalmente graças a avisos recebidos e a sua população procurou refúgio nas zonas altas. As ondas atingiram mais violentamente a leste da ilha de Upolu.

### Outros arquipélagos
O arquipélago de Tonga foi atingido por uma onda de 4 m que devastou largas zonas costeiras.

### Avisos de tsunami
Avisos de tsunami foram emitidos para as seguintes ilhas e arquipélagos: Samoa Americana, Samoa, Niue, Wallis e Futuna, Tokelau, Ilhas Cook, Tonga, Tuvalu, Kiribati, Ilhas Kermadec, Fiji, Ilha Baker, Ilha Howland, Ilha Jarvis, Nova Zelândia, Polinésia Francesa, Atol Palmyra, Vanuatu, Nauru, Ilhas Marshall e Ilhas Salomão.  O aviso foi retirado para a maior parte destes arquipélagos quando a ameaça não se revelou tão extensa. Nas Ilhas Cook, por exemplo, o tsunami passou sem deixar qualquer dano no arquipélago.
Um aviso de tsunami continuou a ser emitido para as Ilhas Marquesas da Polinésia Francesa, e cinco ondas principais eram supostamente previstas para as atingir. O aviso também permaneceu em vigor para Tuvalu, um dois países de menor altitude do mundo.